# Nina, una qüestió de temps
Nina, una qüestió de temps (títol original en anglès: A Matter of Time) és una pel·lícula italoestatunidenca de Vincente Minnelli estrenada el 1976, produïda per l'American Internacional Pictures sobre un guió de John Gay. En català, es va estrenar a TV3 el 13 de gener de 1991.

## Argument
Nina és una jove cambrera d'un hotel de segona categoria a Roma. En aquest hotel s'allotja de forma permanent una anciana comtessa, que en la seva joventut havia estat molt famosa per la seva bellesa, intel·ligència i gran classe. Va ser amant d'emperadors, reis, artistes i escriptors, i ara viu ancorada en aquell meravellós passat, enyorant els seus triomfs de principis de segle... Al mateix hotel resideix un excèntric escriptor de cinema que intenta desesperadament escriure una escena violenta, que li agradi al capritxós director que intenta impressionar. Nina, la cambrera, escolta embadalida la vella comtessa, que va relatant-li tota la seva vida: les festes a les quals va acudir, els pretendents que va tenir... Mentre l'anciana li explica coses, Nina es diverteix imaginant-se a si mateixa vivint aquestes històries.

## Repartiment
- Charles Boyer: Comte Sanziani
- Edmund Purdom
- Ingrid Bergman: Comtessa Sanziani
- Isabella Rossellini: Germana Pia
- Liza Minnelli: Nina
- Spýros Fokás
- Tina Aumont: Valentina
- Fernando Rey: Charles Van Maar
- Gabriele Ferzetti: Antonio Vicari
- Amedeo Nazzari: Tewfik
- Arnoldo Foà: Pavelli

## Crítica
En la seva ressenya en el The New York Times, Vincent Canby deia, "És ple de vestits brillants i attrezzos espectaculars. És realitzat per gent amb talent, sofisticada que adopta els gestos de fals naïf... la pel·lícula té l'aire d'una opereta on la música s'ha tret. Nina, una qüestió de Temps  té moments de bellesa visual."
Roger Ebert, del Chicago Sun-Times, la descriu com "una decepció bastant gran com a pel·lícula, però com a ocasió pel somieig. Una vegada que hem abandonat finalment la trama tenim l'oportunitat de contemplar Ingrid Bergman als 60. I contemplar Ingrid Bergman a qualsevol edat és, suggereixo, una manera acceptable de passar el temps... posseeix una personalitat resplendent... perquè la gent a qui li encanten les pel·lícules romàntiques, Nina, una qüestió de temps  ha semblar com un projecte de somni."
A Time, Jay Cocks manifesta, "... la pel·lícula podria haver funcionat amb esforç i una mica de màgia, però alguna cosa ha anat terriblement malament. La pel·lícula és desestructurada, sappy, histèrica... Nina, una qüestió de temps no sembla gens una pel·lícula de Minnelli."